# Kansk
Kansk (russisch Канск) ist eine russische Stadt mit 86.816 Einwohnern (Stand 2021) in der Region Krasnojarsk in Sibirien.

## Geographie
Kansk liegt am linken Ufer des Jenissei-Zuflusses Kan, am Kilometer 4344 der Transsibirischen Eisenbahn sowie am Kilometer 992 der Fernstraße M 53. Die Entfernung zur Regionshauptstadt Krasnojarsk beträgt knapp 250 km in westliche Richtung; die nächstgelegene Stadt ist Ilanski, 22 km östlich von Kansk entfernt.

## Geschichte
Die Stadt gilt als eine der älteren sibirischen Städte: Sie entstand im Jahre 1636, ursprünglich als eine hölzerne Festung (auch Ostrog genannt) zum Schutz gegen mögliche kirgisische Angriffe angelegt. Bis zur Mitte des 18. Jahrhunderts galt Kansk, dessen Name an den Fluss Kan angelehnt wurde, vorwiegend als Kosakensiedlung und wurde mehrmals bei Angriffen verwüstet.
Um 1740 wurde durch Kansk der sibirische Trakt verlegt, die damals einzige durchgehend passierbare Verbindungsstraße von Moskau nach Sibirien. Das förderte die Entwicklung des Handels, machte Kansk aber auch zu einem Verbannungsort, wo auch zur Katorga verurteilte Personen hingeschickt wurden. Diese Gegebenheit setzte sich bis ins 20. Jahrhundert fort, als Kansk auch als Standort von Gulag-Straflagern diente.
1822 erhielt Kansk Stadtrechte und galt bis Anfang des 20. Jahrhunderts als wichtiger Handelsort der Krasnojarsker Gegend. Aus dieser Zeit sind in Kansk Teile der Altstadt mit ehemaligen Handelsgebäuden und Kaufmannshäusern erhalten geblieben. Ab den 1940er-Jahren, als in Kansk mehrere aus dem europäischen Russland infolge des Zweiten Weltkriegs evakuierte Betriebe aufgebaut wurden, wandelte sich Kansk zu einer Industriestadt.

### Bevölkerungsentwicklung
| Jahr | Einwohner |
| ---- | --------- |
| 1897 | 7.537     |
| 1939 | 41.584    |
| 1959 | 82.662    |
| 1970 | 94.680    |
| 1979 | 100.558   |
| 1989 | 109.607   |
| 2002 | 103.000   |
| 2010 | 94.226    |

Anmerkung: Volkszählungsdaten

## Wirtschaft
In der Stadt gibt es Betriebe der Maschinenbau-, der Holz- und der Textilindustrie, von denen allerdings viele nach dem Zerfall der Sowjetunion in den 1990er-Jahren geschlossen wurden. Heute spielen in Kansk vor allem die Holzverarbeitung und die Nahrungsmittelherstellung wirtschaftlich eine Rolle. In der Umgebung von Kansk befinden sich mehrere Garnisonen sowie militärische Übungsgebiete.

## Söhne und Töchter der Stadt
- Alexandra Ijewlewa (* 1987), Eiskunstläuferin
- Sergei Korastylew (* 1989), Biathlet